# Baratang
Baratang là một hòn đảo thuộc quần đảo Andaman, Ấn Độ, với diện tích xấp xỉ 238 kilômét vuông (92 dặm vuông Anh). Đây là một trong các đảo chính của nhóm Andaman Lớn trong vịnh Bengal, tiếp giáp với biển Andaman. Andaman Giữa nằm ở phía bắc của đảo Baratang, và Andaman Nam nằm ở phía nam. Các đảo của quần đảo Ritchie nằm cách đảo 20 kilômét (12 mi) về phía đông. Port Blair, thủ phủ của Lãnh thổ Quần đảo Andaman và Nicobar, nằm cách đảo 100 kilômét (62 mi) về phía nam.
Baratang có các núi lửa bùn duy nhất được biết đến tại Ấn Độ. Các núi lửa bùn này không phun trào thường xuyên, với các vụ phun trào gần đây nhất vào năm 2005 được cho là có quan hệ với động đất Ấn Độ Dương năm 2004. Vụ phun trào chủ yếu trước đây được ghi nhận là vào ngày 18 tháng 2 năm 2003. Người dân bản địa gọi các núi lửa bùn này là jalki.
Có các núi lửa khác trong khu vực. Núi lửa đảo Barren là núi lửa hoạt động duy nhất tại Nam Á và núi lửa Narcondum được coi là một núi lửa có khả năng hoạt động.